# Enneapterygius pallidoserialis
Enneapterygius pallidoserialis és una espècie de peix de la família dels tripterígids i de l'ordre dels perciformes.

## Morfologia
- Els mascles poden assolir 3 cm de longitud total.[1][2]

## Hàbitat
És un peix marí de clima tropical i associat als esculls de corall que viu fins als 8 m de fondària.

## Distribució geogràfica
Es troba al Japó, Taiwan, les Filipines, Malàisia i Vanuatu.